# Underdog (série télévisée d'animation)
Pour les articles homonymes, voir Underdog.
Underdog est une série télévisée d'animation américaine en 124 épisodes de 25 minutes produite par Leonardo Productions et diffusée à partir du 3 octobre 1964 sur le réseau NBC, puis à partir de 1966, sur le réseau CBS. 
Cette série est inédite dans tous les pays francophones.

## Synopsis
Underdog, l'alter-ego héroïque de Shoeshine Boy, combat le crime et vole toujours au secours de sa bien-aimée Polly Purebred lorsque cette dernière se retrouve prisonnière des griffes de méchants tels que le malfaisant Simon Bar Sinister ou Riff Raff, le gangster retors. Underdog s'exprime toujours en rimes d'où la réplique phare de la série qu'il répète presque à chaque épisode : "There's no need to fear, Underdog is here !".

## Personnages principaux
- Underdog : Shoeshine Boy est un chien travaillant en tant que cireur de chaussures mais qui dès que le danger montre le bout de son nez, fonce tout droit dans la première cabine téléphonique (en référence évidente à Superman) et se transforme en Underdog, super-héros canin aux facultés extraordinaires. La source de ses pouvoirs se trouve être une pilule d'énergie qu'il conserve toujours dans un anneau qu'il porte à son doigt. Il parle souvent en vers.
- Sweet Polly Purebred : Amoureuse d'Underdog. Polly est une journaliste présentant aussi le journal télévisé qui se retrouve toujours en mauvaise posture face aux super-vilains de la ville et Underdog vient à chaque fois à son secours.
- Simon Bar Sinister : Ennemi juré d'Underdog. C'est un savant fou qui passe la majorité de son temps à concocter de dangereuses potions et à fabriquer toutes sortes de machines et autres inventions diaboliques dans son laboratoire avec l'aide de Cad, son assistant et garde du corps personnel. Il rêve de pouvoir un jour détruire Underdog et dominer le monde.
- Cad Lackey : Bras droit de Simon Bar Sinister. Cad est un grand gaillard qui, malgré son intelligence plutôt réduite, parvient tout de même occasionnellement à pointer du doigt les failles des plans de son machiavélique maître.
- Riff Raff : Chef de gang sournois et calculateur. Riff Raff est un loup à la tête d'un groupe de malfrats à l'origine de nombreuses vagues de crime et autres larcins en tout genre, c'est le second plus grand ennemi d'Underdog. Il lui arrive même parfois de faire équipe avec Simon Bar Sinister (notamment dans l'épisode final de la série).
- Mooch : Seconde figure la plus proéminente du gang de Riff Raff. C'est un homme arborant un faciès impassible qui accompagne toujours son boss dans tous ses méfaits.
- Tap Tap le Ciseleur : Tap Tap est un criminel spécialisé dans le vol et la taillerie de pierres précieuses, il a la particularité d'avoir une extraordinaire ressemblance avec Underdog. Cependant, contrairement à ce dernier, il aime fumer le cigare et ne parle pas en vers. Il collabore régulièrement avec Riff Raff.
- Slippery Eel alias "L'Anguille" : Slippery Eel est l'un des criminels les plus dangereux au monde. Il obtint le pseudonyme d'Anguille après qu'il fut électrocuté par la clôture électrique de la prison alors qu'il tentait de s'évader. À la suite de cet incident, il acquit le pouvoir de manipuler l'électricité.
- Batty-Man : Méchant vampire dirigeant une armée de chauve-souris géantes et vivant dans un immense château. Il commit plusieurs crimes à travers le pays avec l'aide de ses créatures volantes avant d'être stoppé net par Underdog.
- Overcat : Leader tyrannique de la planète Félina, Overcat est une brute épaisse cruelle et arrogante possédant les mêmes pouvoirs qu'Underdog. Il est le total opposé du justicier canin sur tous les aspects.

## Adaptation
- En 1970, Charlton Comics publie une adaptation en comics qui dure dix numéros jusqu'en 1972.
- Entre 1975 et 1979, Gold Key Comics publie 23 épisodes.
- En 1987, Spotlight Comics publie trois numéros.
- En 1993, Harvey Comics publie un numéro spécial[1].